# 毛罗·贝尔贡齐
毛罗·贝尔贡齐（義大利語：Mauro Bergonzi，1971年12月30日—），意大利足球裁判，生于利古里亚大区港城热那亚，目前执法意甲。2009年起成为国际比赛的主裁判。

## 生平
在意丁、意丙打拼多年后，毛罗·贝尔贡齐得到提拔，可以执法最高级别的比赛。他执法的第一场意甲是2003年12月7日莱切1比2负于帕尔马的比赛。2009年成为国际级裁判后，他受欧足联指派执法的第一场比赛是2009年7月欧罗巴联赛外圍賽第二圈格拉茲風暴与伯拉治的比赛。他执法的第一场国家队比赛是2010年3月3日马耳他和芬兰的比赛。

## 轶事
2005年至2006年意大利足球甲级联赛罗马与墨西拿的比赛中，德罗西用手将球打入球门，贝尔贡齐判罚进球有效。墨西拿球员表示抗议，围堵主裁判。贝尔贡齐于是询问德罗西是否用手进了球，德罗西坦白确实是手球。贝尔贡齐改判进球无效。德罗西坦白时请求贝尔贡齐不要出示黄牌，贝尔贡齐同意了，并感谢德罗西的诚实。
2007年至2008年意大利足球甲级联赛拿玻里与尤文图斯的比赛，贝尔贡齐给了主队两个点球，那不勒斯凭借点球进球以3比1击败客队，完成17年来对阵尤文图斯的首胜。赛后都灵体育报评价贝尔贡齐有眼疾，就连获胜的那不勒斯主席都表示“比赛需要电子眼”。